# Mariana Carlota de Verna Magalhães Coutinho
Mariana Carlota de Verna Magalhães Coutinho, Condessa de Belmonte (Elvas, 5 de fevereiro de 1779 - Rio de Janeiro, 17 de outubro de 1855) foi camareira-mor na época do Primeiro reinado do Império do Brasil. Foi a responsável pelos estudos iniciais de D. Pedro II, considerada como uma segunda mãe pelos filhos de D. Pedro I. 
Foi uma das promotoras da campanha contra José Bonifácio de Andrada e Silva, na época tutor dos príncipes. O futuro imperador afeiçoou-se de forma intensa a D. Mariana Carlota e, mesmo adulto, chamava-a pelo apelido de infância: 'Dadama'. Ele considerava-a como sua mãe de criação e respeitava-a como tal.
Ela foi nomeada governanta real quando o herdeiro do trono nasceu em 1825. Quando o imperador D. Pedro I deixou o Brasil e foi para Portugal em 1831, ele a nomeou para cuidar de seus filhos, incluindo o próximo imperador D. Pedro II. Depois que Pedro II se casou, ela foi nomeada dama de companhia principal da imperatriz Teresa Cristina. Em 1847, tornou-se madrinha da princesa Leopoldina do Brasil.

## Genealogia
Mariana Carlota de Verna nasceu em 5 de fevereiro de 1779, em Elvas, Portalegre, Portugal. Era filha de Joaquina de Castelo Branco e de Ernesto Frederico de Verna, um nobre e diplomata alemão a serviço da coroa portuguesa com origens nas casas reais de Nassau, Solms e Hesse. Tinha duas irmãs: Leonor e Ana Frederica.

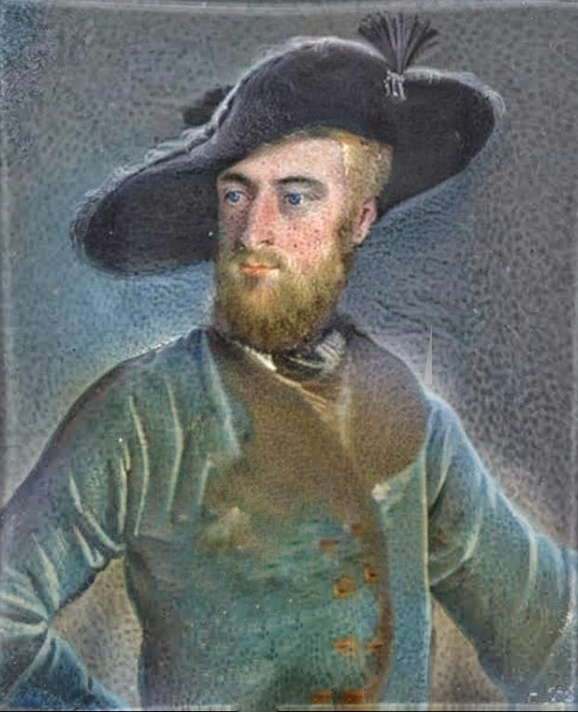
Ernesto Frederico de Verna, pai de Dadama.

Foi casada com Joaquim José de Magalhães Coutinho, de quem teve três filhos;
- Maria Antónia

- Leopoldina Isabel

- Ernesto Frederico

## Títulos
O título de Condessa de Belmonte foi criado por D. Pedro II por decreto de 5 de maio de 1844.
1. ↑  De dama da corte a Condessa de Belmonte: a primeira mestra de D. Pedro II (1808 – 1855). 2021. [S.l.: s.n.]